# 杉山步美
杉山步美（日语： Sugiyama Ayumi，1982年12月28日—）出生於日本的糕點師，目前在法國巴黎第二區經營Accents Table Bourse餐廳。

## 生平
杉山步美出生在日本，父母親因為工作繁忙，因此她從五歲就開始進入廚房，杉山步美覺得糕點可以讓人快樂並充滿驚喜，因此她就想要成為一名糕點師。她在東京辻調集團學校畢業之後，前往靜岡縣的Pâtisserie La Lausanne糕點店工作，開啟了他的糕點師的職業生涯，不過在日本的工作並不算順利，因為職場性別的問題，讓她有了前往法國巴黎的動力。2003年杉山步美搬到巴黎定居，先從巴黎二十區的Sucré-Cacao糕點店工作，接著到Premier糕點店、Stella Maris餐廳、La Truffière餐廳讓她成為糕點師，接著前往法國西南部波城的Papilles Insolites餐廳工作兩年，2011年杉山步美又回到巴黎的La Truffière餐廳，直到她走上創業之路。
2016年杉山步美在巴黎第二區創業開設Accents Table Bourse餐廳，她負責經營餐廳和糕點製作，主廚讓-克里斯托夫·里澤（法語：Jean-Christophe Rizet）和副手羅曼·馬希（法語：Romain Mahi）都是La Truffière餐廳之前的同事，2017年8月讓-克里斯托夫·里澤離職之後，主廚由羅曼·馬希承接，2019年米其林指南給予一星評鑑。

## 受獎
- 米其林指南[6]
- 戈和米約[7]

## 相關連結
- Accents Table Bourse餐廳官方網站 （页面存档备份，存于）